# Žejbro

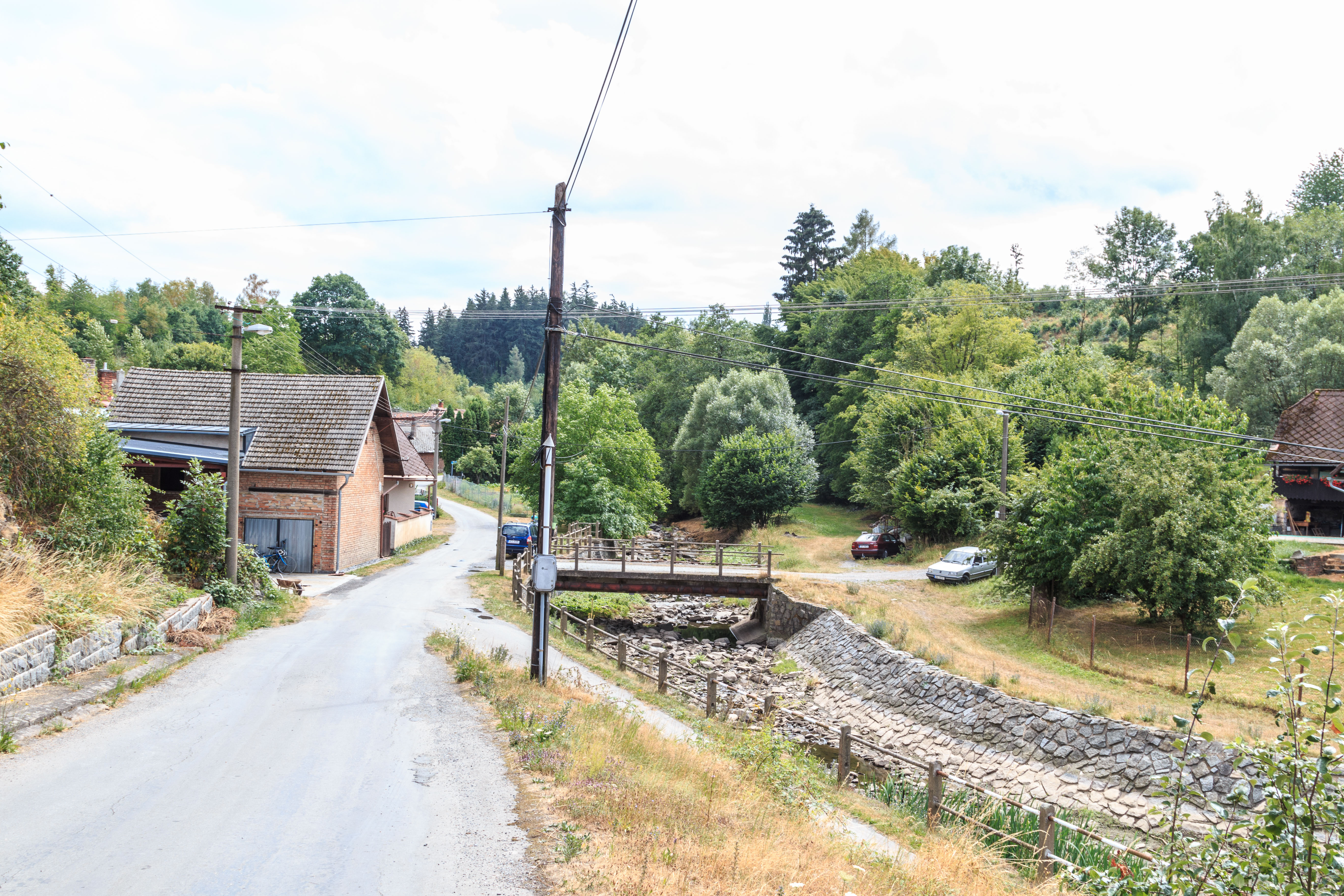
Der ausgetrockte Bach bei Leštinka, Juli 2015

Der Žejbro, früher auch Černý potok (deutsch Schwarzer Bach, Wildbach) ist ein linker Zufluss der Novohradka in Tschechien.

## Verlauf
Der Žejbro entspringt südwestlich von Oldřiš in den nördlichen Ausläufern der Saarer Berge (Žďárské vrchy). Auf seinem Oberlauf, wo er früher Černý potok bzw. Schwarzer Bach genannt wurde, fließt der Bach durch Oldřiš und dann mit nördlicher, später nordwestlicher Richtung in die Skutečská pahorkatina (Skutscher Hügelland). Bei 
Žďárec u Skutče wird der Žejbro von der Bahnstrecke Svitavy–Žďárec u Skutče überbrückt. Weitere Orte an diesem Abschnitt sind Na Obci, Leštinka und V Týně.
Auf seinem Mittellauf, an dem der Žejbro früher als Wildbach bezeichnet wurde, durchbricht der Bach zwischen Vrbatův Kostelec, Skála, Podskála und Chacholice den östlichen Teil des Eisengebirges (Železné hory). Auf diesem Abschnitt nimmt der Bach wieder nördliche Richtung.
Der Unterlauf des Žejbro führt vorbei an Podlažice, Kadaň, Chrast, Chrašice, Rosice, Horní Seslávky, Synčany, Brčekoly und Blansko über die Hrochotýnecká tabule (Hrochowteinitzer Tafel). Nach 30,8 km mündet der Žejbro bei Psotnov in die Novohradka. Sein Einzugsgebiet umfasst 96,2 km², die mittlere Durchflussmenge an der Mündung liegt bei 0,54 m³/s.

## Wassersport
Der Žejbro ist – je nach Wasserstand – auf max. 21 km ab Žďárec u Skutče befahrbar. Der Bachlauf wird in drei Wildwasserabschnitte gegliedert. In Dürrejahren kommt es in der Skutečská pahorkatina zur Austrocknung des Baches. Im August 2003 lag der Žejbro bei Leštinka trocken, im August 2015 führte er auch bei Vrbatův Kostelec kein Wasser.

## Zuflüsse
- Raná (l), in Žďárec u Skutče
- Mrákotínský potok (l), bei Leštinka
- Horecký potok (l) bei Podlažice